# Allan McLeod Cormack
Allan MacLeod Cormack, južnoafriško-ameriški fizik škotskega rodu, nobelovec, * 23. februar 1924, Johannesburg, Južna Afrika, † 7. maj 1998, Winchester, Massachusetts, Združene države Amerike.
Izumil je matematično metodo za rekonstrukcijo prerezov notranje strukture predmeta iz rentgenskih slik, posnetih pod različnimi koti, kar predstavlja osnovo računalniške tomografije (CT), pomembne tehnike medicinskega slikanja. Za ta dosežek si je leta 1979 z Godfreyjem Hounsfieldom, ki je neodvisno od njega razvil napravo CT, razdelil Nobelovo nagrado za fiziologijo ali medicino.

## Življenjepis
Rodil se je kot eden od treh otrok inženirja in učiteljice, ki sta emigrirala s Škotske ob izbruhu prve svetovne vojne. Leta 1938 so se ustalili v Cape Townu, kjer je obiskoval srednjo šolo. V mladosti se je navdušil nad astronomijo, vendar je spredvidel, da se s tem poklicem ne bi mogel preživljati, zato je po zgledu očeta in brata vpisal študij električnega inženirstva na Univerzi v Cape Townu. Med študijem se je preusmeril na fiziko in diplomiral leta 1944 ter leta 1945 še magistriral iz kristalografije na isti univerzi, pod mentorstvom R. W. Jamesa, pionirja rentgenske kristalografije.
Po magisteriju je kratek čas deloval kot mlajši predavatelj na svoji univerzi, nato pa je odšel na podiplomsko usposabljanje v Cavendishev laboratorij na Univerzo v Cambridgeu, kjer se je ukvarjal z jedrsko fiziko in spoznal svojo bodočo ženo, Američanko Barbaro Seavey. Po dveh letih se je vrnil v Cape Town in spet prevzel položaj predavatelja na Fakulteti za fiziko. Prelomni trenutek v njegovi karieri se je zgodil leta 1955, ko je v bolnišnici Groote Schuur odstopil fizik; po zakonu bi morala ustanova imeti šolanega fizika za nadzor nad delom z rentgenskimi žarki v radiodiagnostiki, zato so najeli Cormacka kot takrat edinega strokovnjaka za jedrsko fiziko v mestu. Sam pred tem ni vedel praktično nič o rentgenskih žarkih, je pa začel razmišljati o problemu medicinskega slikanja, ko je spoznal, kako nenatančno orodje je bil rentgen.
Leta 1956 je odšel kot gostujoči raziskovalec na Univerzo Harvard v ZDA, kjer je raziskoval sipanje nukleonov, v prostem času pa je razvijal rešitev za natančnejše rentgensko slikanje. Njegov teoretični pristop je predpostavil rentgensko slikanje telesa pod mnogimi različnimi koti in nato rekonstrukcijo visokoločljivostnih dvodimenzionalnih rezin s triangulacijo. Pri razvoju algoritmov za rekonstrukcijo je s pridom uporabil matematične tehnike iz kristalografije.
V času bivanja v ZDA je dobil ponudbo za položaj profesorja na zasebni Univerzi Tufts v Massachusettsu, ki se jo je odločil sprejeti in z ženo ostati v državi, obdržal pa je stike z matično univerzo, kamor se je vrnil konec leta 1957 in s posnetki modelnega predmeta demonstriral uporabnost svoje metode za rekonstrukcijo rentgenskih slik. Vendar pa ni mogel verjeti, da podobne rešitve ni razvil še nihče drug, zato je odlašal z objavo šest let, dokler ga niso kolegi prepričali, da so njegovi algoritmi izvirni. Svoje delo na tem področju je objavil v dveh člankih v reviji Journal of Applied Physics (1963 in 1964), vendar v tistem času ni bilo deležno posebne pozornosti. V resnici je podobno metodo, ki je prav tako temeljila na teoretskem delu Johanna Radona, leta 1957 objavil ruski matematik S. I. Tetel'baum, vendar Cormack zanj ni vedel.
Leta 1966 je prevzel ameriško državljanstvo. Dve leti kasneje je postal predstojnik Fakultete za fiziko na Univerzi Tufts, kjer je deloval do svoje upokojitve leta 1976. Z ženo Barbaro je imel tri otroke.

## Priznanja
Računalniška tomografija je bila uvedena v medicinski diagnostiki leta 1971, ko je Hounsfield s sodelavci predstavil prvo delujočo napravo in povzročil pravo senzacijo, kar je znova obudilo zanimanje za Cormackovo delo. Leta 1979 sta oba raziskovalca prejela Nobelovo nagrado za fiziologijo ali medicino.
Za razvoj računalniške tomografije in pedagoško delo mu je takratni ameriški predsednik George W. Bush leta 1990 podelil Nacionalno medaljo znanosti, leta 2002 pa je bil posthumno odlikovan še z zlatim redom Mapungubwe, najvišjim južnoafriškim priznanjem.